# Кубик-дизайн

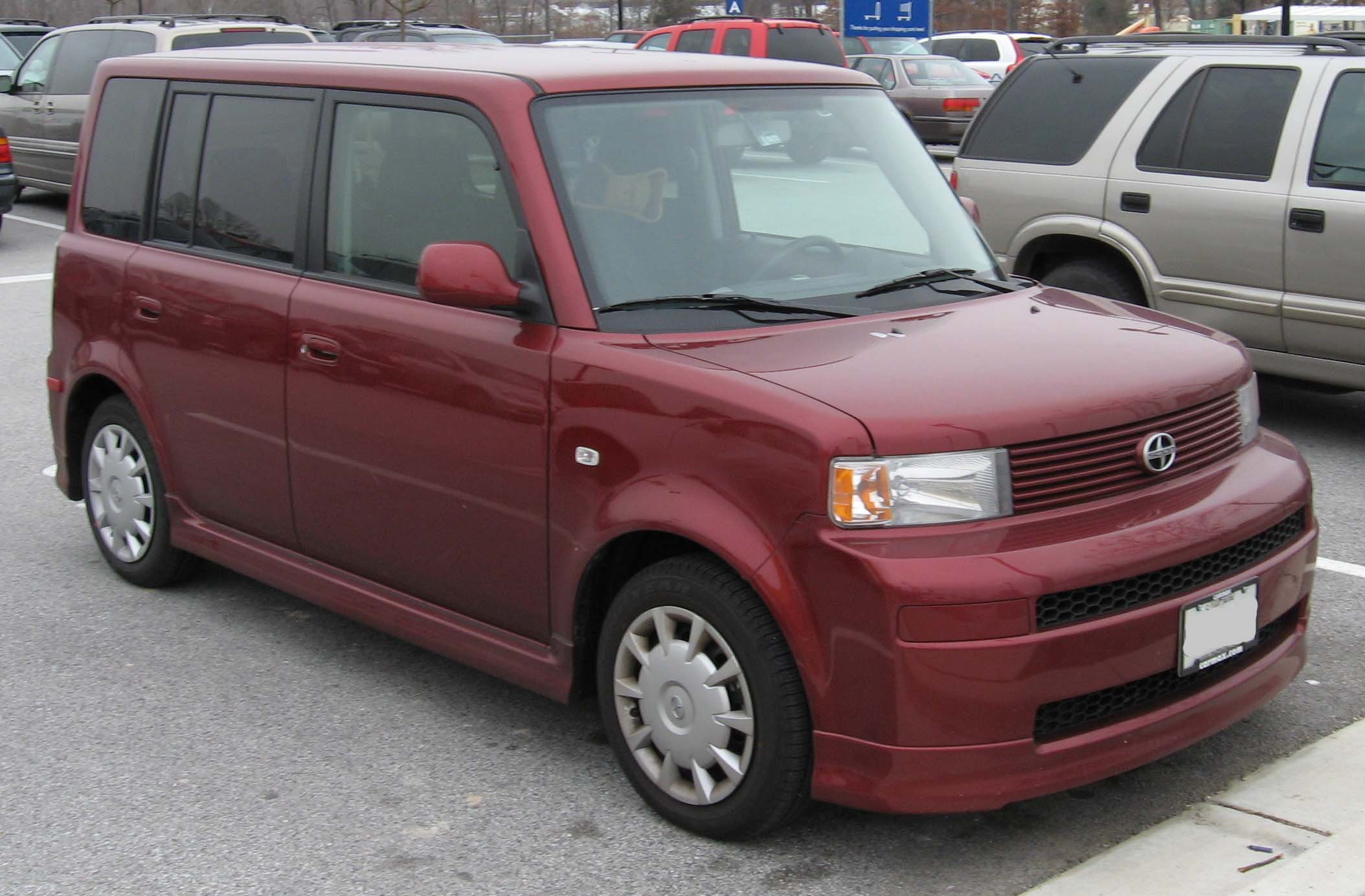
2004 Scion xB

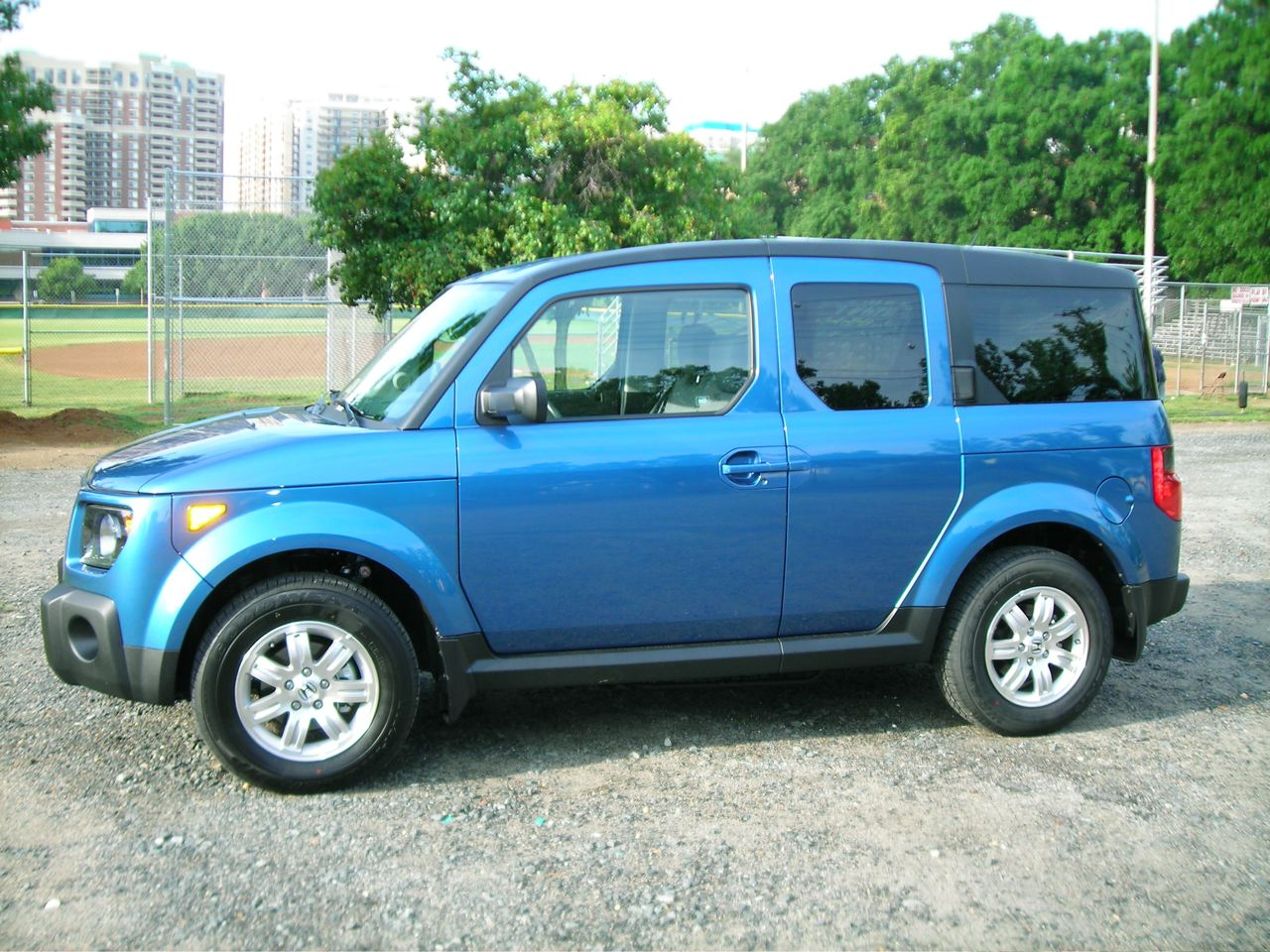
2003 Honda Element

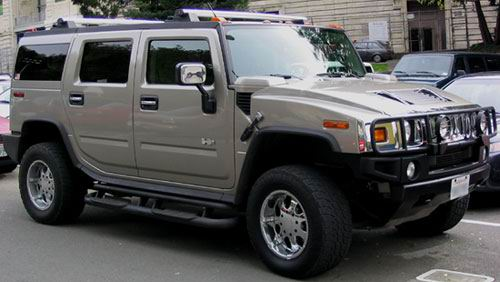
2003 Hummer H2

Кубик-дизайн (англ. Cubic design) — концепция дизайна автомобильного кузова, в которой элементы выполнены в горизонтальных и вертикальных линиях, автомобиль напоминает составленную из нескольких кубов фигуру.
Основное преимущество автомобилей, выполненных в кубоподобном дизайне, — это их полезный внутренний объём, который значительно превышает внутренний объём автомобилей, выполненных в более классическом дизайне. Однако аэродинамические характеристики таких автомобилей оставляют желать лучшего, хотя инженеры мировых автопроизводителей постоянно работают над их улучшением (Mercedes-Benz Bionic, Cx = 0.19).
Изначально кубоподобный дизайн был популярен в японском автомобилестроении, в основном на внутреннем рынке. В настоящее время эта концепция начинает активно завоёвывать североамериканский рынок, в частности США и Канаду. Изначально представленный исключительно в линейках японских производителей, после появления легендарного Hummer H2, кубоподобный дизайн начинает всё больше и больше интересовать американских автопроизводителей.

## Типичные представители

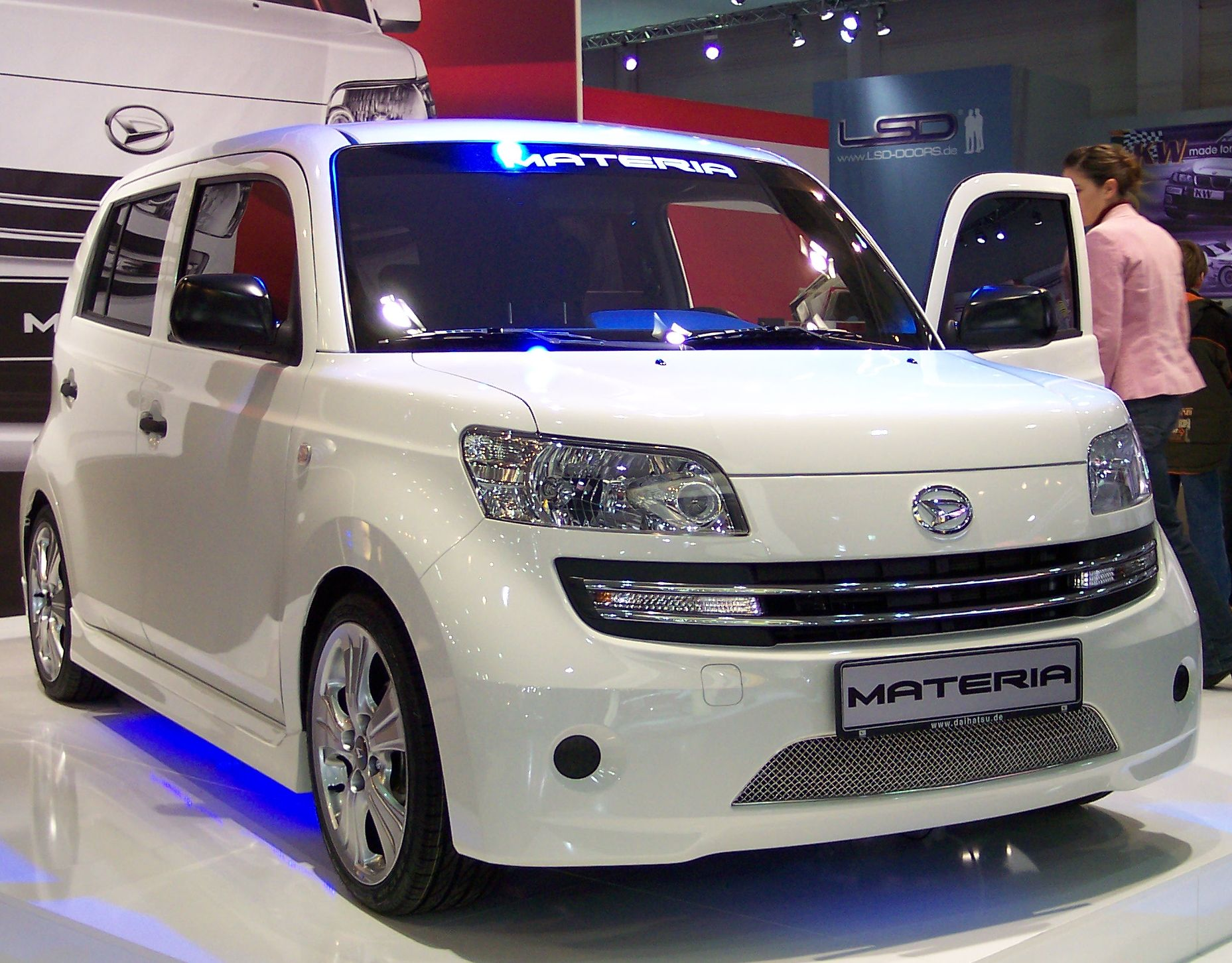
Toyota Daihatsu Materia

- Scion, Daihatsu-Materia (Toyota)
- Nissan Cube
- Honda Element
- Hummer
- Toyota FJ Cruiser